# تپه نادری امرغان
تپه نادری امرغان مربوط به سده‌های میانه دوران‌های تاریخی پس از اسلام است و در شهرستان مشهد، بخش مرکزی، دهستان کنویست، ۵۰۰ متری جنوب روستای امرغان واقع شده و این اثر در تاریخ ۲۷ اسفند ۱۳۸۶ با شمارهٔ ثبت ۲۲۳۱۰ به‌عنوان یکی از آثار ملی ایران به ثبت رسیده است.